# Türkische Frauen-Handballnationalmannschaft
Die türkische Frauen-Handballnationalmannschaft repräsentiert den Handballverband der Türkei, Türkiye Hentbol Federasyonu, als Auswahlmannschaft auf internationaler Ebene bei Länderspielen im Handball gegen Mannschaften anderer nationaler Verbände.

## Platzierungen bei Wettbewerben

### Olympische Spiele
keine Teilnahme 

### Weltmeisterschaften
keine Teilnahme 

### Europameisterschaften
- EM 2024: 20. Platz (von 24 Teams)

- Nurceren Akgün Göktepe, Elif Sıla Aydın, Yağmur Bembeyaz, Döne Gül Bozdogan, Eda Nur Cetin, Ceren Demirçelen, Merve Erbektaş, Beyza Gedik, Emine Gökdemir, Diğdem Hoşgör, Büsra Isikhan, Aslı İskit, Bilgenur Öztürk, Yasemin Şahin, Bugu Sönmez, Gülcan Tügel, Beyza İrem Türkoğlu, Beyzanur Türkyılmaz, Betül Yılmaz; Trainer: Costică Buceschi

- EM 2026: qualifiziert als Co-Gastgeber [1]

### Mittelmeerspiele
- 1997: 6. Platz
- 2001: 5. Platz
- 2005: 5. Platz
- 2009: 2. Platz
- 2013: 6. Platz
- 2018: 5. Platz (von 10 Mannschaften)
- 2022: 5. Platz (von 10 Mannschaften)

Kader: Beyza Karaçam, Merve Özbolluk, Aslı İskit, Elif Sıla Aydın, Nurceren Akgün Göktepe, Beyza İrem Türkoğlu, Ece Sözmen, Betül Yilmaz, Yaren Berfe Göker, Yasemin Şahin, Neslihan Çalışkan, Ayşenur Kara, Merve Durdu, Fatos Kücükyildiz, Emine Gökdemir, Ceren Demirçelen. Trainer:  Costică Buceschi

## Aktueller Kader
| 1  | Selen Akalın      | TW | Ankara Yenimahalle BSK   |
| 2  | Beyza Karaçam     |    | Kristianstad HK          |
| 7  | Merve Özbolluk    | RR | Üsküdar Belediyespor     |
| 8  | Cansu Akalın      |    | Antalya Konyaalti BSK    |
| 9  | Aslı İskit        | RL | CS Măgura Cisnădie       |
| 10 | Gülcan Tügel      |    | Ankara Yenimahalle BSK   |
| 11 | Döne Gül Bozdoğan |    | Antalya Konyaalti BSK    |
| 12 | Yaren Berfe Göker | TW | Kastamonu Belediyesi GSK |
| 18 | Merve Özkaşıkçı   |    | Ankara Yenimahalle BSK   |
| 19 | Neslihan Çalışkan |    | Kastamonu Belediyesi GSK |
| 22 | Emine Gökdemir    |    | Kastamonu Belediyesi GSK |
| 24 | Kübra Sarıkaya    |    | Kastamonu Belediyesi GSK |
| 37 | Ceren Demirçelen  |    | Kastamonu Belediyesi GSK |
| 61 | Eda Nur Çetin     |    | Antalya Konyaalti BSK    |
| 67 | Zeynepnur Ulukoz  |    | Görele Belediyesi SK     |
| 99 | Elif Sıla Aydın   |    | Antalya Konyaalti BSK    |

### Weitere Spielerinnen
Sibel Kıcıroğlu, Ümmügülsüm Bedel, İrem Köseler, Eda Nur Kılıç, Esma Adnar, Nurceren Akgün Göktepe

### Trainer
- Péter Kovács (2007–2010)
- Costică Buceschi (Ab 2022)[4]